# Art-sur-Meurthe
Pour les articles homonymes, voir Art.
Art-sur-Meurthe est une commune française située dans le département de Meurthe-et-Moselle en région Grand Est.

## Géographie
| Tomblaine                 | Saulxures-lès-Nancy | Lenoncourt   |
|                           | Art-sur-Meurthe     |              |
| Laneuveville-devant-Nancy |                     | Varangeville |

### Hydrographie
La commune est dans le bassin versant du Rhin au sein du bassin Rhin-Meuse. Elle est drainée par la Meurthe, le canal de la Marne au Rhin et le Rupt du Mandre,.
La Meurthe, d'une longueur de 161 km, prend sa source dans la commune du Valtin et se jette  dans la Moselle à Pompey, après avoir traversé 53 communes. Les caractéristiques hydrologiques de la Meurthe sont données par la station hydrologique située sur la commune de Laneuveville-devant-Nancy. Le débit moyen mensuel est de 35,5 m3/s. Le débit moyen journalier maximum est de 689 m3/s, atteint lors de la crue du 4 octobre 2006. Le débit instantané maximal est quant à lui de 779 m3/s, atteint le même jour.
Le canal de la Marne au Rhin, long de 293 km et comportant 178 écluses à l'origine, relie la Marne (à Vitry-le-François) au Rhin (à Strasbourg). Par le canal latéral de la Marne, il est connecté au réseau navigable de la Seine vers l'Île-de-France et la Normandie.

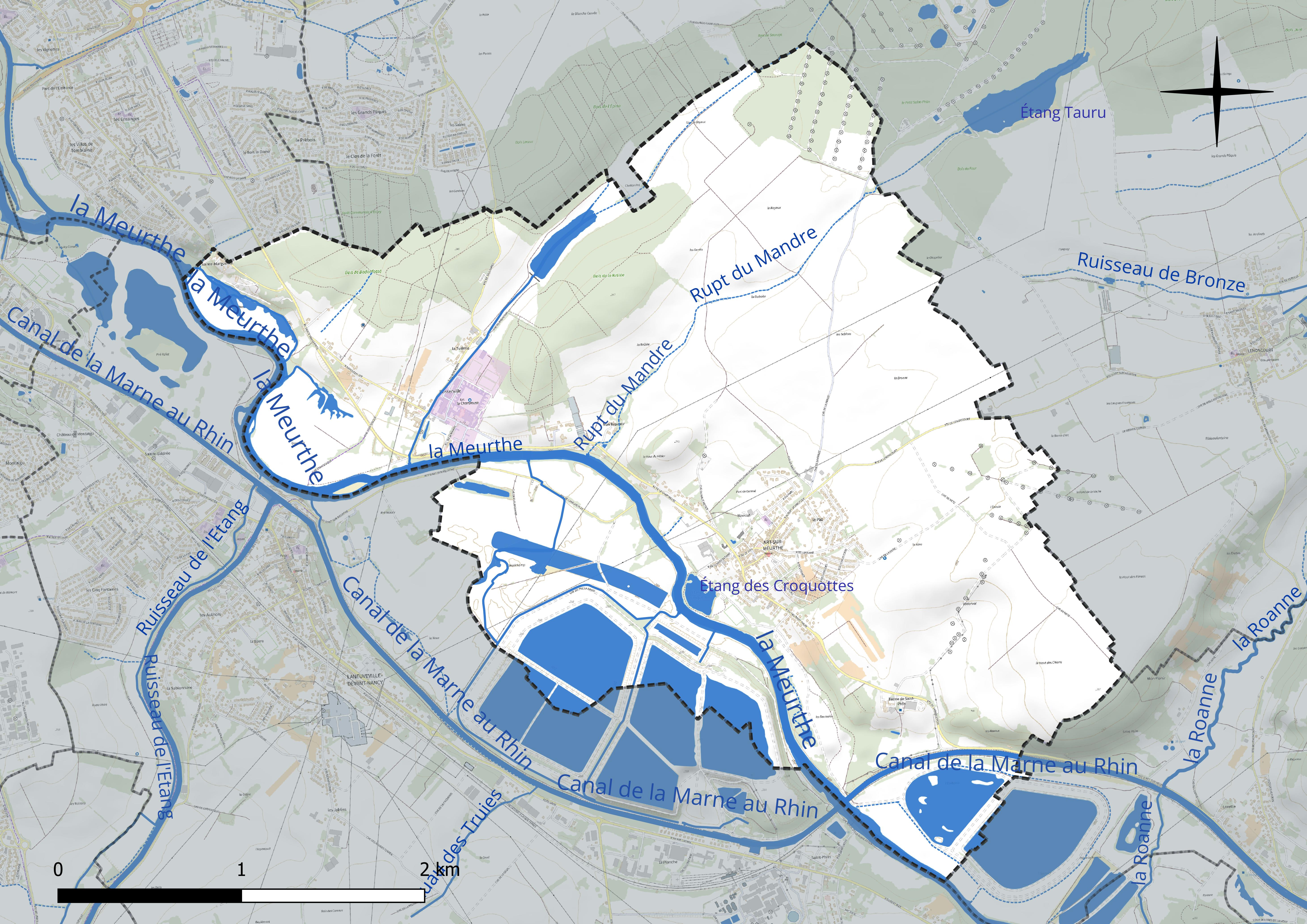
Réseau hydrographique d'Art-sur-Meurthe.

Un plan d'eau complète le réseau hydrographique : l'étang des Croquottes (2,3 ha),.

### Climat
Pour des articles plus généraux, voir Climat du Grand Est et Climat de Meurthe-et-Moselle.
En 2010, le climat de la commune est de type climat océanique dégradé des plaines du Centre et du Nord, selon une étude du Centre national de la recherche scientifique s'appuyant sur une série de données couvrant la période 1971-2000. En 2020, Météo-France publie une typologie des climats de la France métropolitaine dans laquelle la commune est exposée à un climat semi-continental et est dans la région climatique Lorraine, plateau de Langres, Morvan, caractérisée par un hiver rude (1,5 °C), des vents modérés et des brouillards fréquents en automne et hiver.
Pour la période 1971-2000, la température annuelle moyenne est de 9,8 °C, avec une amplitude thermique annuelle de 17 °C. Le cumul annuel moyen de précipitations est de 792 mm, avec 11,9 jours de précipitations en janvier et 9,6 jours en juillet. Pour la période 1991-2020, la température moyenne annuelle observée sur la station météorologique de Météo-France la plus proche, « Nancy-Essey », sur la commune de Tomblaine à 5 km à vol d'oiseau, est de 11,0 °C et le cumul annuel moyen de précipitations est de 746,3 mm. 
La température maximale relevée sur cette station est de 40,1 °C, atteinte le 24 juillet 2019 ; la température minimale est de −24,8 °C, atteinte le 21 février 1956,,.
Les paramètres climatiques de la commune ont été estimés pour le milieu du siècle (2041-2070) selon différents scénarios d'émission de gaz à effet de serre à partir des nouvelles projections climatiques de référence DRIAS-2020. Ils sont consultables sur un site dédié publié par Météo-France en novembre 2022.

## Urbanisme

### Typologie
Au 1er janvier 2024, Art-sur-Meurthe est catégorisée bourg rural, selon la nouvelle grille communale de densité à sept niveaux définie par l'Insee en 2022.
Elle est située hors unité urbaine. Par ailleurs la commune fait partie de l'aire d'attraction de Nancy, dont elle est une commune de la couronne,. Cette aire, qui regroupe 353 communes, est catégorisée dans les aires de 200 000 à moins de 700 000 habitants,.

### Occupation des sols
L'occupation des sols de la commune, telle qu'elle ressort de la base de données européenne d’occupation biophysique des sols Corine Land Cover (CLC), est marquée par l'importance des territoires agricoles (69,6 % en 2018), en diminution par rapport à 1990 (74,2 %). La répartition détaillée en 2018 est la suivante :
prairies (34,7 %), terres arables (32,3 %), forêts (12,4 %), zones industrielles ou commerciales et réseaux de communication (10,4 %), zones urbanisées (7,6 %), cultures permanentes (2,5 %). L'évolution de l’occupation des sols de la commune et de ses infrastructures peut être observée sur les différentes représentations cartographiques du territoire : la carte de Cassini (XVIIIe siècle), la carte d'état-major (1820-1866) et les cartes ou photos aériennes de l'IGN pour la période actuelle (1950 à aujourd'hui).

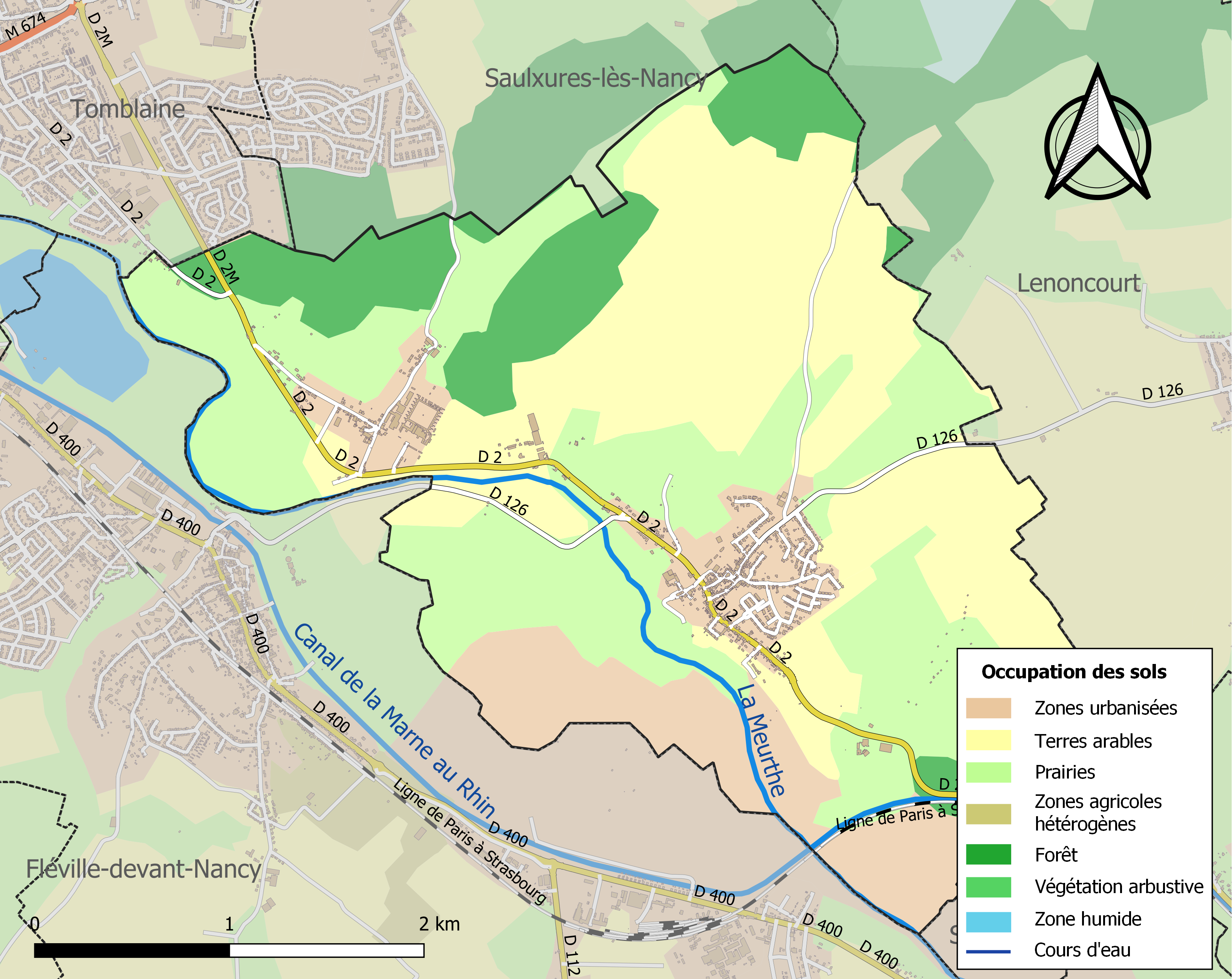
Carte des infrastructures et de l'occupation des sols de la commune en 2018 (CLC).

### Voies de communication et transports

#### Transports en commun
Art-sur-Meurthe est reliée au Grand Nancy grâce aux lignes du réseau de transport de l'agglomération nancéienne appelé Réseau Stan :
- Ligne 20 : Art-sur-Meurthe - Nancy Gare
- Ligne 24 Sub : Art-sur-Meurthe - Dombasle Saulcy
- Ligne 60 (scolaire) : Art-sur-Meurthe - Tomblaine Groupe Scolaire
- Ligne 61 (scolaire) : Art-sur-Meurthe Bosserville - Nancy Gare

Pistes cyclables
Depuis le centre de la commune jusqu'à Bosserville, les abords de la RD 2 sont matérialisés en pistes cyclables. Ensuite depuis Bosserville, une voie réservée aux piétons et aux vélos rejoint l'écluse de Laneuveville-Devant-Nancy, ce qui permet une liaison avec la voie verte du canal de la Marne-au-Rhin et avec le canal de jonction qui rejoint le canal des Vosges puis la Moselle canalisée à Neuves-Maisons. Il est donc possible de joindre à vélo Sexey-aux-Forges, ou de traverser l'agglomération nancéienne jusqu'à Custines ou d'aller à Brin-Sur-Seille sur des pistes spécialement aménagées.

## Toponymie
Le nom de la localité est attesté sous les formes Arcas in pago Calvomontense (770) ; Arch (1127-1168) ; Allodium de Arc cum ecclesia (1152) ; Archus super Mortam (XIIIe siècle) ; Archus (1180) ; Ars-sur-Meurt (1420) ; Art-suis-Meudz, Ard-suis-Meurt (1424) ; Arc-sur-Murt (1427) ; Aix-sur-Murth (1526) ; Art-sur-Murth (1539) ; Artz-sur-Meurthe (1594) ; Ars sur Meurthe (1793) ; Ars-sur-Meurthe (1801).

Ai-su-Meu ou Ai-si-Meuye en lorrain roman (patois).
L'origine d'Art-sur-Meurthe tient vraisemblablement à un pont, d'où le non d'Arc (arche) qui fut jadis donné à la localité, issu du latin arcus, « arche ( d’un pont ) » , signalant le plus souvent un pont ou les ruines d’un pont romain. Ce fut, en effet, pendant des siècles, le seul endroit où existait un ouvrage sur la Meurthe entre le Port, dénommé aujourd'hui Saint-Nicolas-de-Port et varangéville.

## Folklore
Les habitants d'Art-sur-Meurthe étaient surnommés en patois les hoot-lé-thieue : les hauts-la-queue, ce qui signifie approximativement les orgueilleux parce que l'on prétendait que ces villageois s'habillaient comme les bourgeois de Nancy. À la décharge des habitants, Art-sur-Meurthe était souvent appelée le beau village ce qui devait inspirer quelque fierté, et en même temps, quelque jalousie !
Ceux de Bosserville étaient surnommés : les bons prieurs, sans doute à cause de la chartreuse.

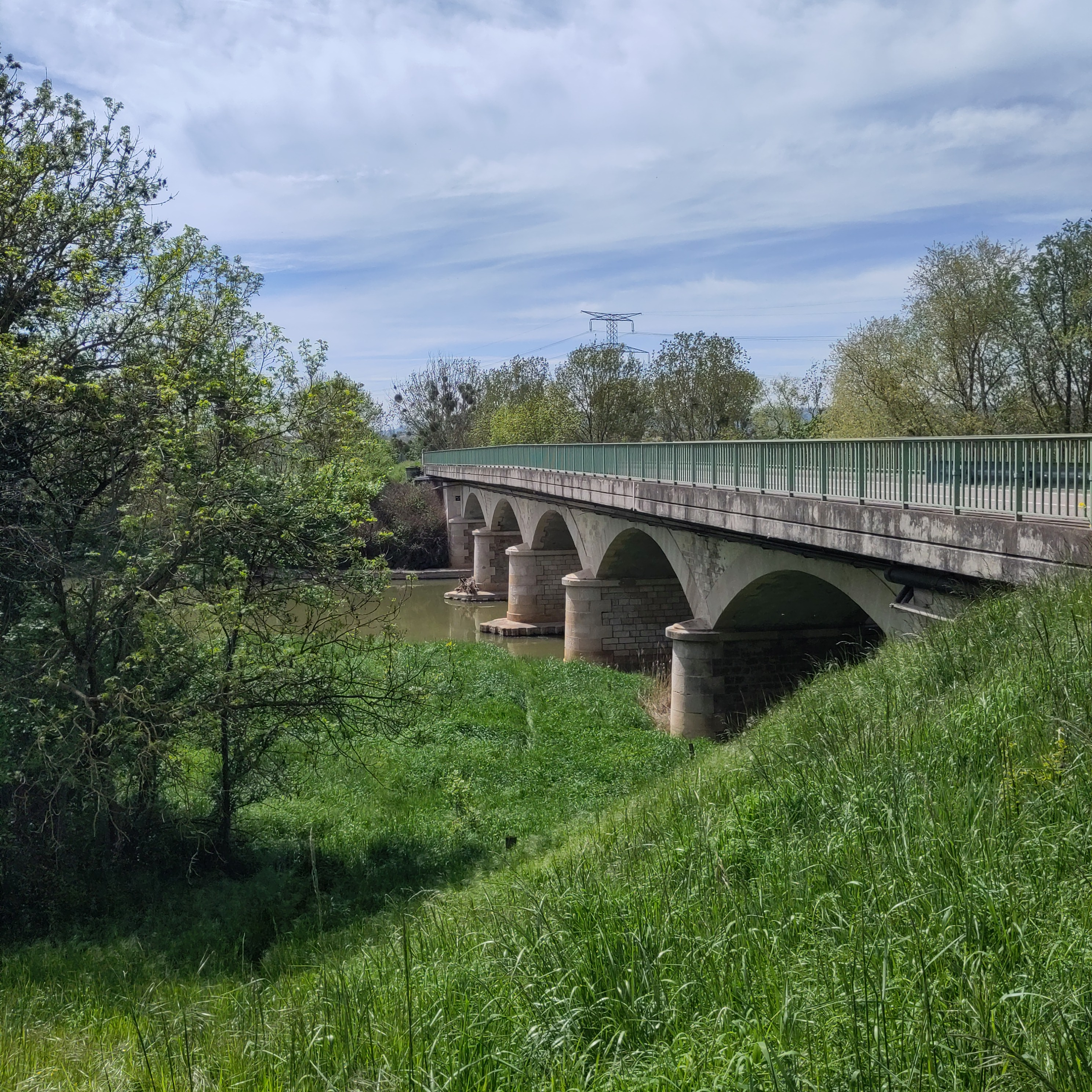
Le pont Varroy sur la Meurthe.

## Histoire
- Présence gallo-romaine.
- En 780, Art-sur-Meurthe est mentionnée dans l'acte de donation de Varangéville à l'abbaye de Gorze[18].
- En 1610, 1611 et 1612, plusieurs femmes sont exécutées pour sorcellerie. Celle de 1612 s'appelait Marcelle, femme de Humbert Bourguignon[18].
- En 1633, le village compte 43 ménages. Du fait des "souffrances" de la guerre de Trente Ans, de la peste, de la grêle et d'une violente inondation, ils ne sont plus que 6 en 1640 et 7 en 1661[18].
- Le duc de Lorraine Charles IV de Lorraine fonda en 1631 une chartreuse qui finit par être construite à Bosserville en 1666.
- Vers 1700 environ, Boccard, chaufournier à Art-sur-Meurthe, obtient l'adjudication de fourniture de la chaux pour la construction de la cathédrale de Nancy. À cette occasion, il fut construit un bac pour transporter la chaux sur l'autre rive de la Meurthe au niveau des fours à chaux[22].
- En 1793 puis en 1813 : un hôpital militaire est installé dans la chartreuse de Bosserville pour accueillir les soldats blessés ou malades de la Révolution puis ceux de la Grande Armée. Les nombreux morts sont enterrés au lieu-dit l'Étang des morts. Un monument est élevé à leur mémoire ainsi que deux plaques commémoratives à l'entrée de l'église Saint-Remy.Monument aux morts de 1793 et de 1813.

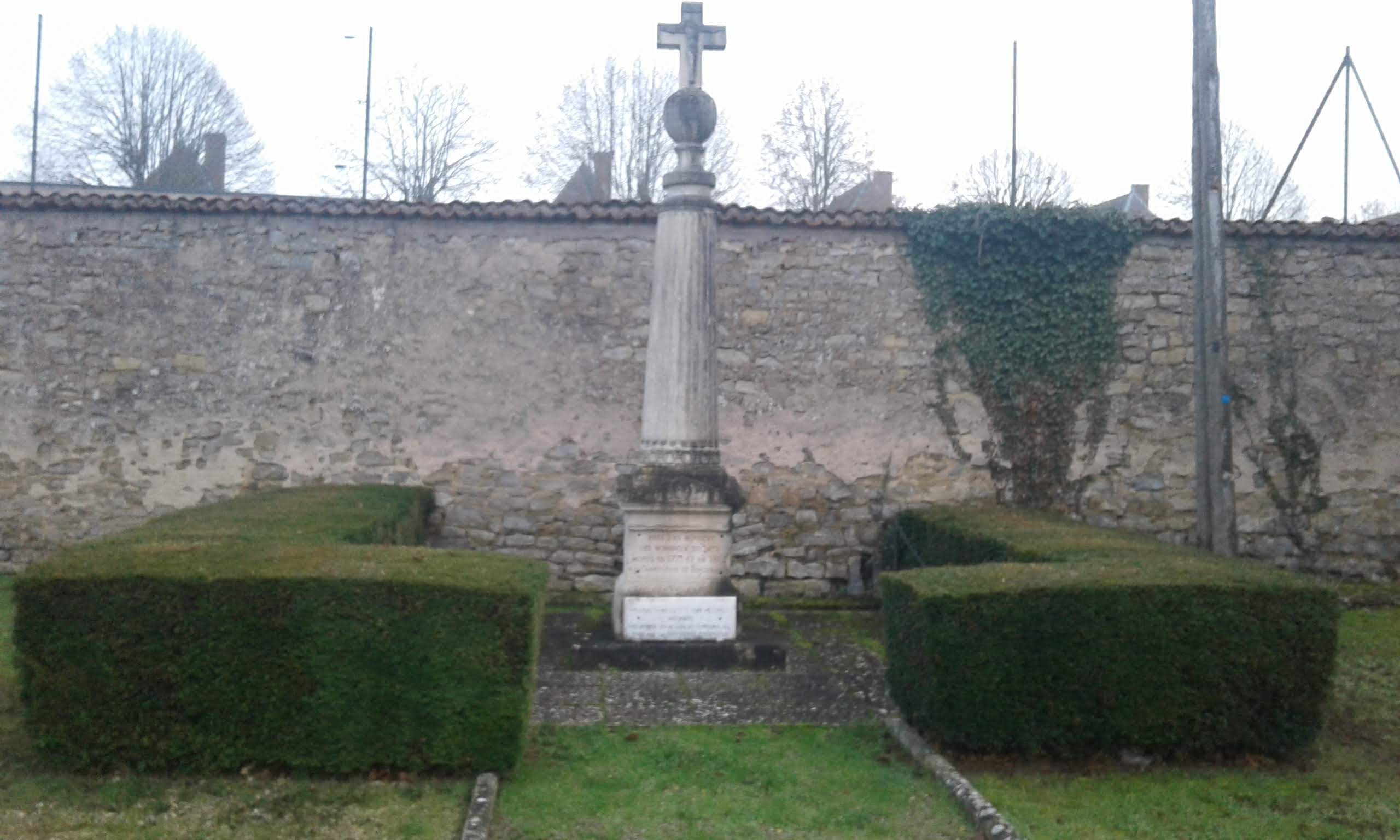
Monument aux morts de 1793 et de 1813.

- Le 12 septembre 1870, lors de son évasion, le général Ducrot y franchit la Meurthe[23].
- En 1888, la commune compte 49 ha de vignes[24].
- En 1921, De longue date, certains affirment qu'Art-sur-Meurthe serait la commune d'origine de Jacques d'Arc, le père de Jeanne. Il est impossible de le prouver comme il est impossible de prouver le contraire. En 1921, le maire Perrin voulut changer le nom de sa commune en Arc-sur-Meurthe, pensant qu'elle y gagnerait en notoriété. Le conseil municipal approuva mais ce sont les habitants qui s'y opposèrent. Les troubles furent si importants que le maire démissionna en octobre 1921 et le toponyme resta inchangé[25].

## Politique et administration
| Période                                  | Période   | Identité                                            | Étiquette | Qualité                |
| ---------------------------------------- | --------- | --------------------------------------------------- | --------- | ---------------------- |
| Les données manquantes sont à compléter. |           |                                                     |           |                        |
| 1852                                     |           | Joseph Lamblin                                      |           |                        |
| 1892                                     |           | Félix Gallez                                        |           |                        |
|                                          | 1921      | Perrin                                              |           | démissionne en octobre |
| 1929                                     |           | Édouard Rougieux                                    |           |                        |
|                                          |           |                                                     |           |                        |
| 1980                                     | 2000      | Frédéric Jehl                                       |           |                        |
| mars 2001                                | mars 2008 | Gilles Schaff                                       |           |                        |
| mars 2008                                | En cours  | Jean-Pierre Dessein, Réélu pour le mandat 2020-2026 |           |                        |

## Population et société

### Démographie
L'évolution du nombre d'habitants est connue à travers les recensements de la population effectués dans la commune depuis 1793. Pour les communes de moins de 10 000 habitants, une enquête de recensement portant sur toute la population est réalisée tous les cinq ans, les populations de référence des années intermédiaires étant quant à elles estimées par interpolation ou extrapolation. Pour la commune, le premier recensement exhaustif entrant dans le cadre du nouveau dispositif a été réalisé en 2008.

En 2022, la commune comptait 1 696 habitants, en évolution de +20,88 % par rapport à 2016 (Meurthe-et-Moselle : −0,13 %, France hors Mayotte : +2,11 %).
| 1793 | 1800 | 1806 | 1821 | 1831 | 1836 | 1841 | 1846 | 1851 |
| ---- | ---- | ---- | ---- | ---- | ---- | ---- | ---- | ---- |
| 435  | 641  | 506  | 508  | 521  | 539  | 552  | 551  | 570  |

| 1856 | 1861 | 1872 | 1876 | 1881 | 1886 | 1891 | 1896 | 1901 |
| ---- | ---- | ---- | ---- | ---- | ---- | ---- | ---- | ---- |
| 544  | 595  | 629  | 643  | 619  | 670  | 628  | 681  | 690  |

| 1906 | 1911 | 1921 | 1926 | 1931 | 1936  | 1946 | 1954 | 1962 |
| ---- | ---- | ---- | ---- | ---- | ----- | ---- | ---- | ---- |
| 619  | 831  | 792  | 961  | 946  | 1 127 | 983  | 832  | 807  |

| 1968 | 1975 | 1982 | 1990 | 1999  | 2006  | 2008  | 2013  | 2018  |
| ---- | ---- | ---- | ---- | ----- | ----- | ----- | ----- | ----- |
| 849  | 799  | 814  | 994  | 1 109 | 1 285 | 1 294 | 1 244 | 1 537 |

| 2022  | - | - | - | - | - | - | - | - |
| ----- | - | - | - | - | - | - | - | - |
| 1 696 | - | - | - | - | - | - | - | - |

## Culture locale et patrimoine

### Lieux et monuments

#### Édifices civils
- Maison dite du "Père de Jeanne d'Arc".
- Le château d'Art-Sur-Meurthe XVIIIe siècle dans le village.
- Écart d'Art-sur-Meurthe : ancien prieuré Saint-Phlin (maison de ferme).
- Chevalements de puits de sel dans la vallée de la Roanne.
- Monument aux morts des guerres de 1793 et de 1813.

#### Édifices religieux
- La grande Chartreuse de Bosserville vieux bâtiment religieux du XVIIe siècle, édifice objet d’un classement au titre des monuments historiques depuis 1948[31].
- Église Saint-Aignan XVIIIe siècle.
- Ancienne église de Bosserville XVIIe siècle, édifice objet d’un classement au titre des monuments historiques depuis 1997[32].
- Église Saint-Rémy de Bosserville XIXe siècle : autel XVIIIe siècle.

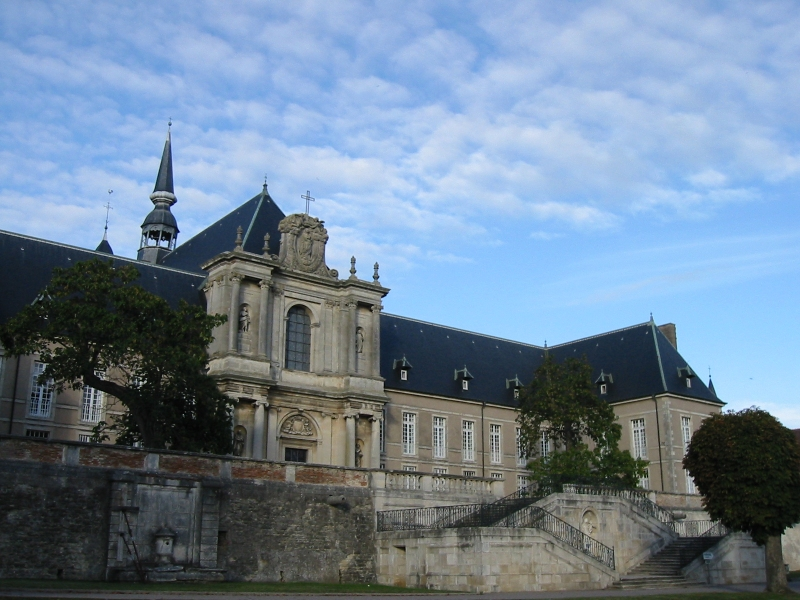
Chartreuse de Bosserville.
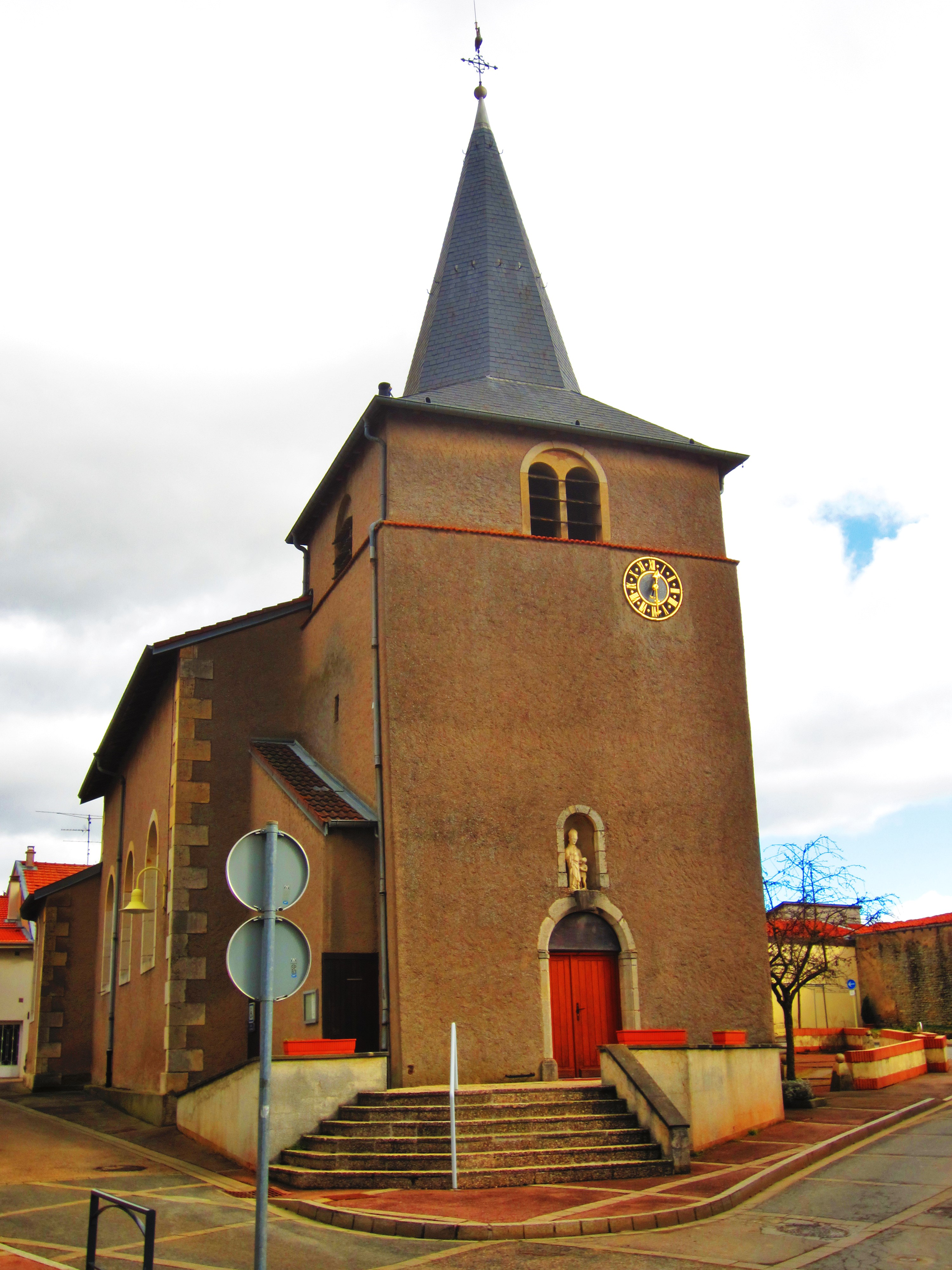
Église Saint-Aignan.
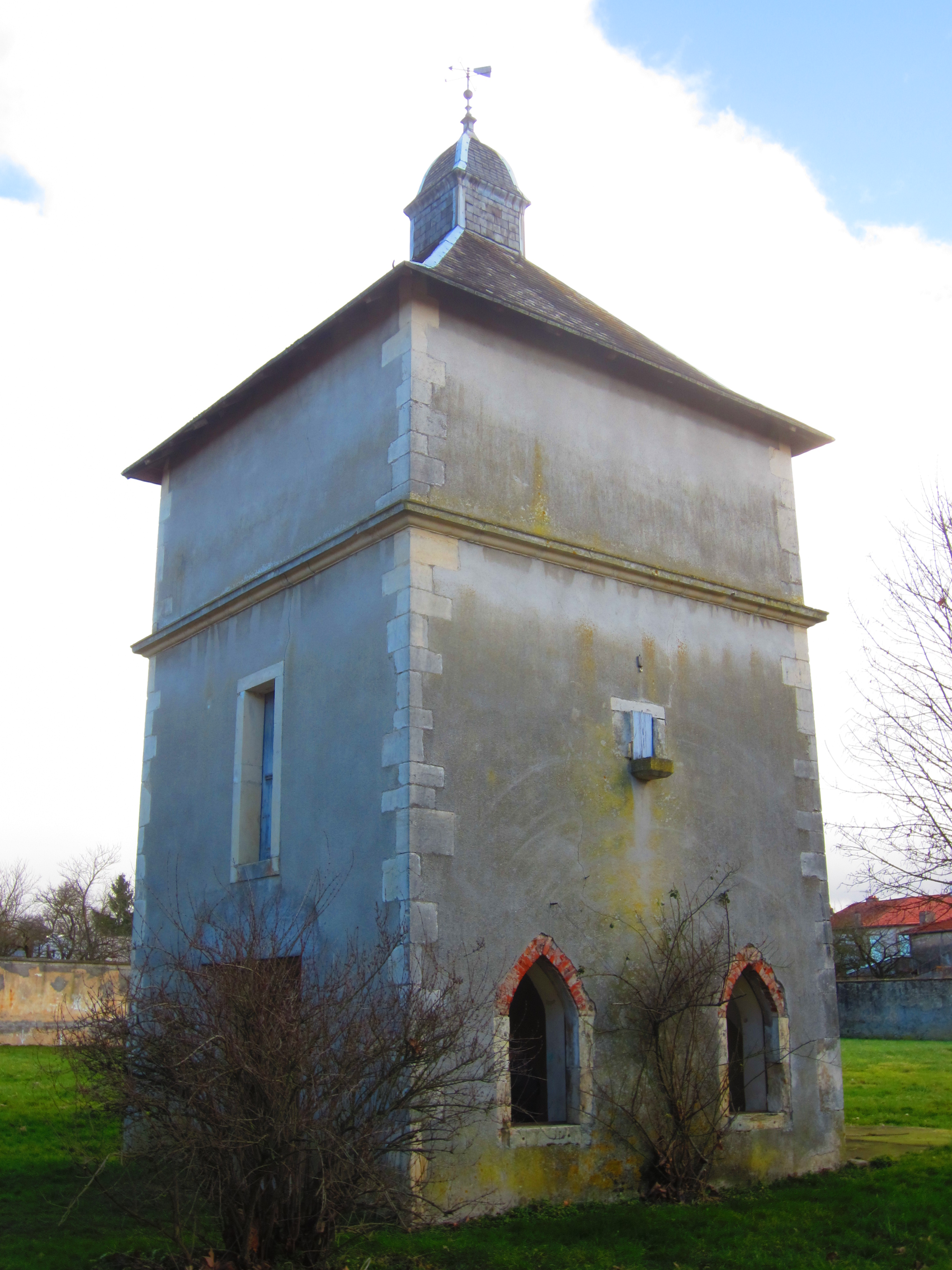
Chapelle-pigeonnier du château.
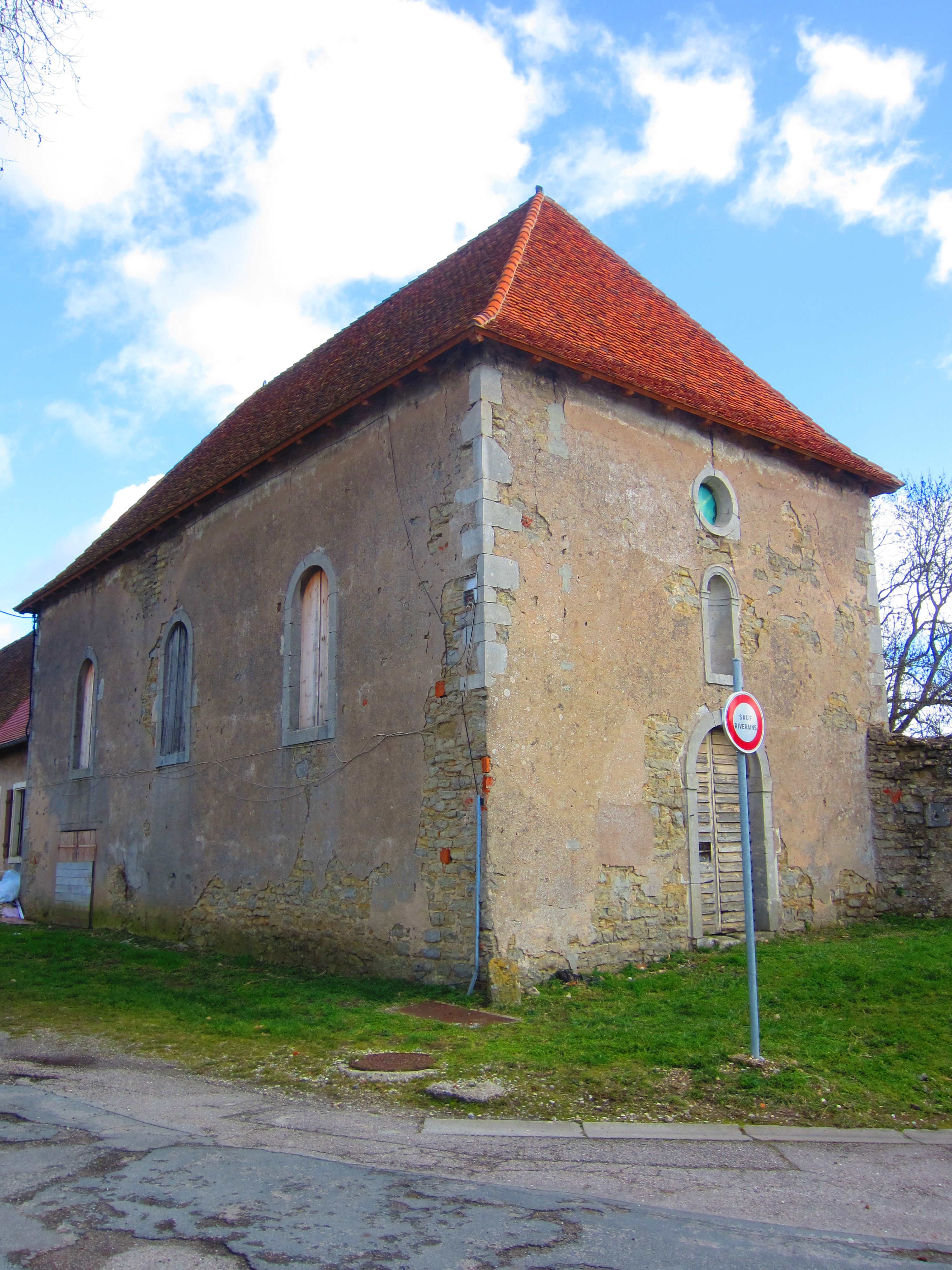
Ancienne église de Bosserville.
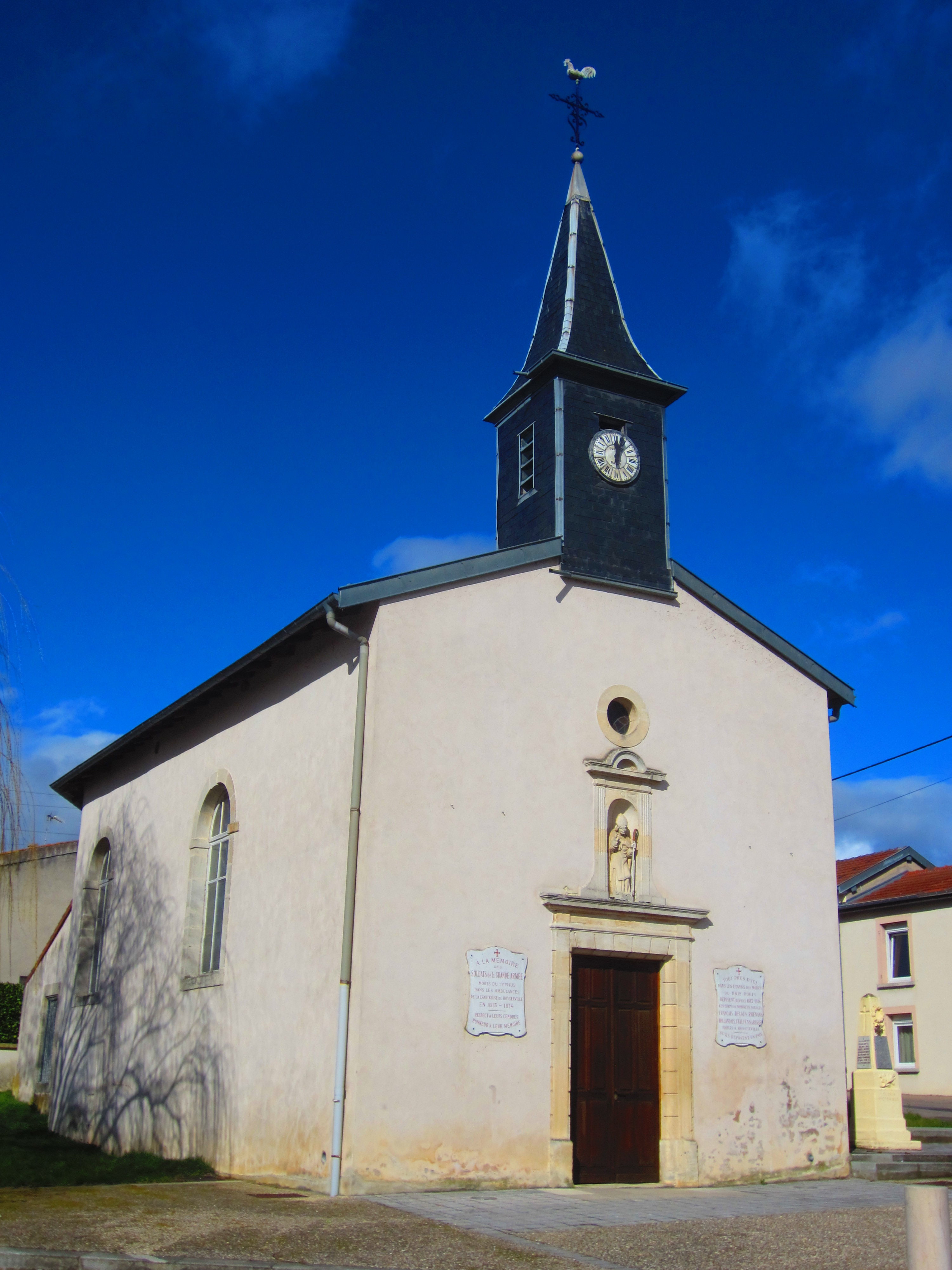
Église Saint-Rémy de Bosserville.

### Personnalités liées à la commune
- Charles de Ludre (1796-1884), militaire et homme politique.

### Héraldique, logotype et devise
| Blason de Art-sur-Meurthe | Blason  | D'or à la bande ondée de gueules, accompagnée en chef d'une anille de sable et en pointe d'un monde d'azur cintré et croiseté d'argent. |
| Blason de Art-sur-Meurthe | Détails | adopté par la commune en 1972 |